# Dhoti
Dhote é um tipo de vestimenta usado por vários homens na Índia, Paquistão, Bangladesh e Nepal. É um pedaço retangular de pano sem costura, geralmente em torno de 4,5 metros (15 pés) de comprimento, acondicionada em torno da cintura e as pernas e amarrado na cintura, semelhante a uma longa saia .

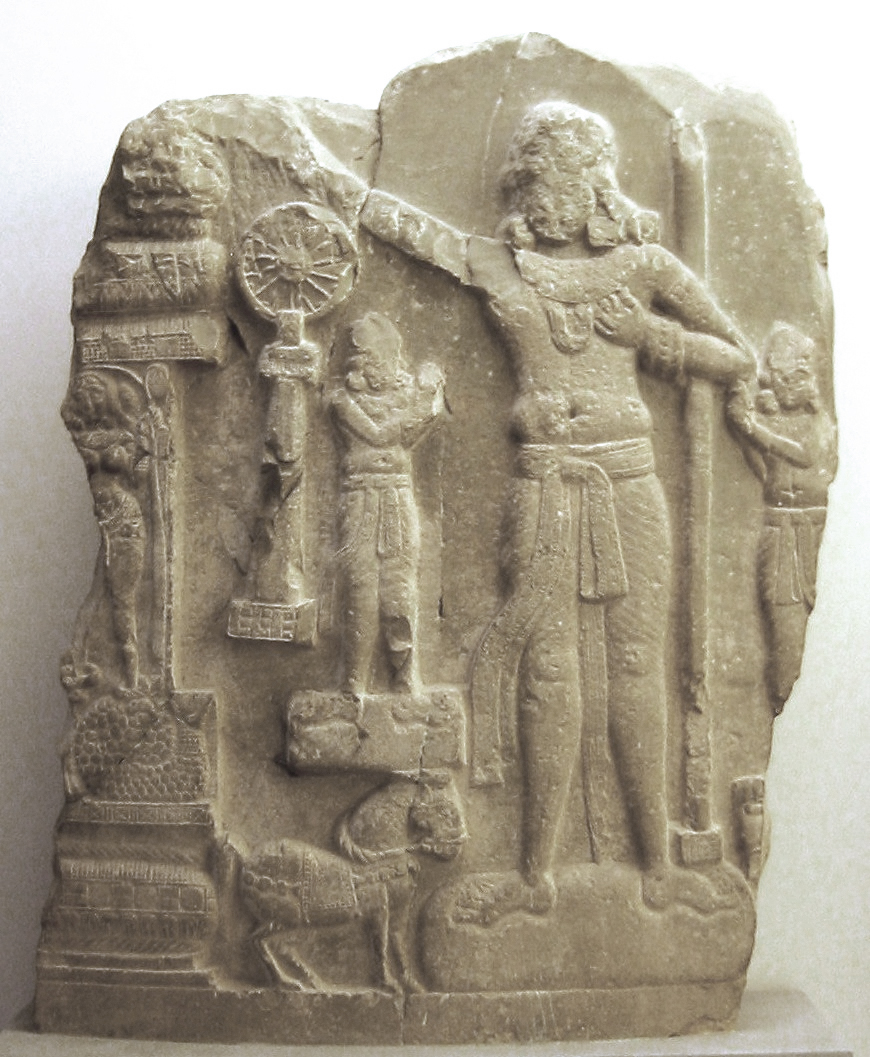
A Chakravati usa um pancha em estilo antigo. Primeiro século AEC/CE. Amaravati, Andhra Pradesh. Musee Guimet

Raramente pessoas de outras partes do mundo usam, pois isso depende de sua etnia.